# 泉佐野市
泉佐野市（日语：／ Izumisano shi */?）是位於日本大阪府南部的行政區劃，關西國際機場位於其海岸外的人工島，該人工島的北部及與本土相連的聯絡道路皆屬於泉佐野市的轄區。市名「泉佐野」為本地的舊地名「佐野」加上舊國名和泉國（簡稱「泉州」）組合而成。當地主要產業包括毛巾工廠、食品加工廠。

## 歷史
現在的泉佐野市轄區在令制國時代屬於和泉國日根郡賀美鄉，過去曾設有「佐野莊」，最初的地名本來是「狹野」，意思指本地為「狹窄的原野」，經過長時間的演變而成為「佐野」。
在江戶時代大部分區域屬岸和田藩的領地，另有部分區域為幕府領，此後本地由於漁業及造船業而發展為港口。
19世紀末明治維新後，此地先於1871年被併入堺縣，1881年再被整併至大阪府；1889年實施町村制時，現在的泉佐野市轄區在當時分屬佐野村、北中通村、日根野村、長瀧村、上之鄉村、南中通村、大土村共7個行政區劃。
佐野村於1911年改制為佐野町，北中通村先在1937年併入佐野町後，佐野町於1948年升格為市，但由於當時在栃木縣已有「佐野市」，因此冠上舊國名的別稱成為「泉佐野市」。升格為市後，昭和大合併期間，其餘町村也於1954年併入泉佐野市成為現在的轄區。
1994年關西國際空港啟用，同時開始發展的新市鎮計畫－臨空鎮為本地帶來大型商店及旅館的進駐，但由於當時日本景氣持續的低迷，反而讓本地的財政狀況惡化，2008年度決算的連結實質赤字比率達到25%，超過早期健全化基準（17.44%），而被列為「財政健全化團體」。2010年2月制定財政健全化計劃，出售閒置資產、積極向企業招商、削減人事費用，以及故鄉納稅（ふるさと納税）。2012年3月更宣佈要出售市的命名權，但最終並未有民間企業參與。另外隨著關西國際機場連絡橋的國有化，2013年3月起也開始徵收機場連絡橋使用費。經過各種措施，2013年會計年度達成財政健全化目標，2015年脫離財政健全化團體。
2011年上任的千代松大耕（千代松 大耕）市長為改善財政，充份利用故鄉納稅制度，民眾只要捐贈一定金額給泉佐野市，就能拿到回贈禮品。泉佐野市的故鄉納稅禮品多達一千種，因此受到歡迎，於2017年與2018年度為全日本故鄉納稅金額最高的自治體，2018年度就獲得498億日元的故鄉納稅收入，佔了全國的一成。然而泉佐野市的故鄉納稅禮品大多不是在地生產的商品，甚至還包括網購平台亞馬遜公司的禮品券。總務省認為與原本活絡地方經濟的目的違背，2017年4月起訂定基準，回贈禮品價值不得超過捐贈金額三成，2018年4月進一步規定回贈禮品需為在地生產的產品，引起泉佐野市的反彈。

### 變遷表
| 1889年4月1日 | 1889年 - 1926年      | 1926年 - 1944年         | 1945年 - 1954年           | 1955年 - 1988年 | 1989年 - 現在 | 現在     |
| ------------ | -------------------- | ----------------------- | ------------------------- | --------------- | ------------- | -------- |
| 北中通村     | 北中通村             | 1937年4月1日 併入佐野町 | 1948年4月1日 泉佐野市     | 泉佐野市        | 泉佐野市      | 泉佐野市 |
| 佐野村       | 1911年10月1日 佐野町 | 1911年10月1日 佐野町    | 1948年4月1日 泉佐野市     | 泉佐野市        | 泉佐野市      | 泉佐野市 |
| 日根野村     | 日根野村             | 日根野村                | 1954年4月1日 併入泉佐野市 | 泉佐野市        | 泉佐野市      | 泉佐野市 |
| 長瀧村       |                      |                         | 1954年4月1日 併入泉佐野市 | 泉佐野市        | 泉佐野市      | 泉佐野市 |
| 上之鄉村     |                      |                         | 1954年4月1日 併入泉佐野市 | 泉佐野市        | 泉佐野市      | 泉佐野市 |
| 南中通村     |                      |                         | 1954年4月1日 併入泉佐野市 | 泉佐野市        | 泉佐野市      | 泉佐野市 |
| 大土村       |                      |                         | 1954年4月1日 併入泉佐野市 | 泉佐野市        | 泉佐野市      | 泉佐野市 |

## 行政

### 歷任首長
- 日根造：1948年、1任
- 山本昇平：1948年 - 1965年、5任
- 熊取谷米太郎：1965年 - 1976年、3任
- 向江昇：1976年 - 2000年、6任
- 新田谷修司：2000年2月22日 - 2011年4月1日、3任
- 千代松大耕（日语：千代松大耕）：2011年4月24日 - 現任、現為第四任任期

## 交通
关西国际机场位於轄區外海的人工島上，該人工島上的行政區劃轄區，是以原海岸線上各行政區劃延伸而出，因此關西國際機場的東北側約三分之一區域屬於泉佐野市的轄區，也因為關西國際機場聯絡橋是從該島上東北端連結本土，因此整座聯絡橋都被劃入泉佐野市轄區，泉佐野市也向使用橋梁的車輛徵收每輛100日圓的橋樑使用費。
也因為該機場的因素，轄內所有鐵公路交通都設有延伸支線可通往機場，包括南海電氣鐵道的機場線、西日本旅客鐵道的關西機場線，高速公路也有關西機場自動車道。

### 鐵路
- 南海電氣鐵道
  -  南海本線: （←貝塚市） - 鶴原車站 - 井原里車站 - 泉佐野車站 - 羽倉崎車站 - （田尻町→）
  -  機場線:泉佐野車站 - 臨空城車站 - （田尻町）
- 西日本旅客鐵道
  -  阪和線: （←貝塚市） - 東佐野車站 - （熊取町） - 日根野車站 - 長瀧車站 - （泉南市）
  -  關西機場線: 日根野車站 - 臨空城車站 - （田尻町）

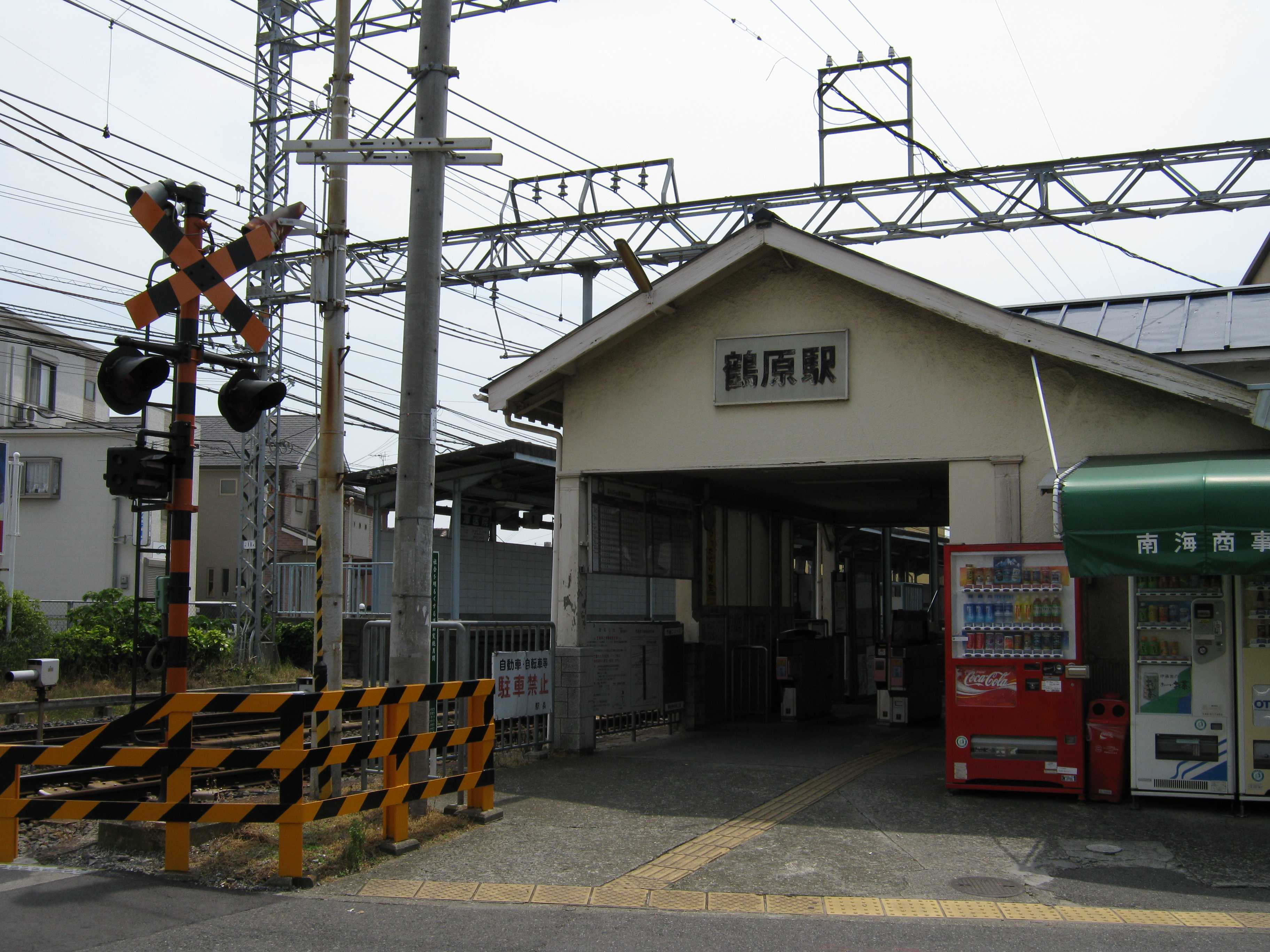
鶴原車站
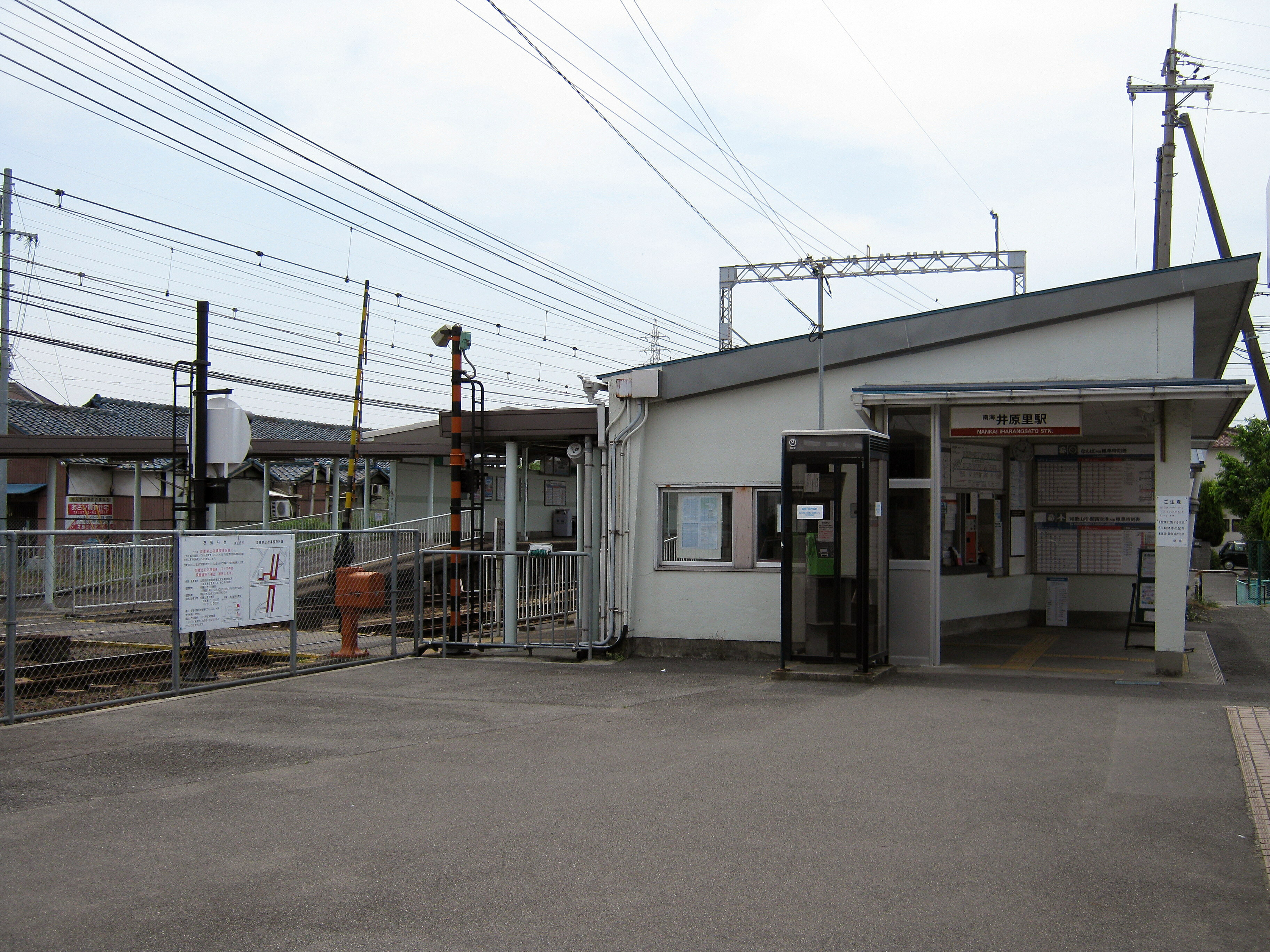
井原里車站
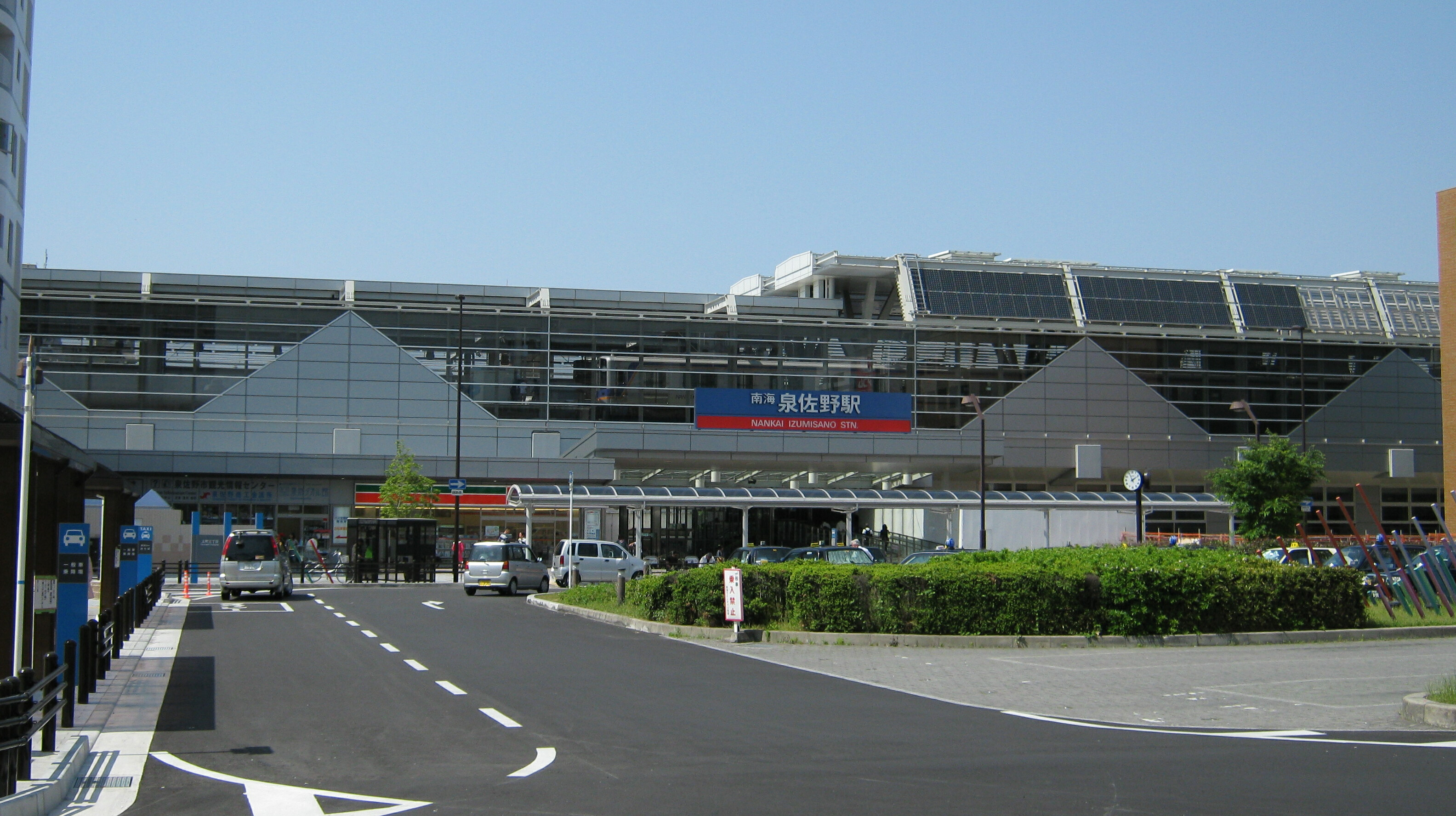
泉佐野車站
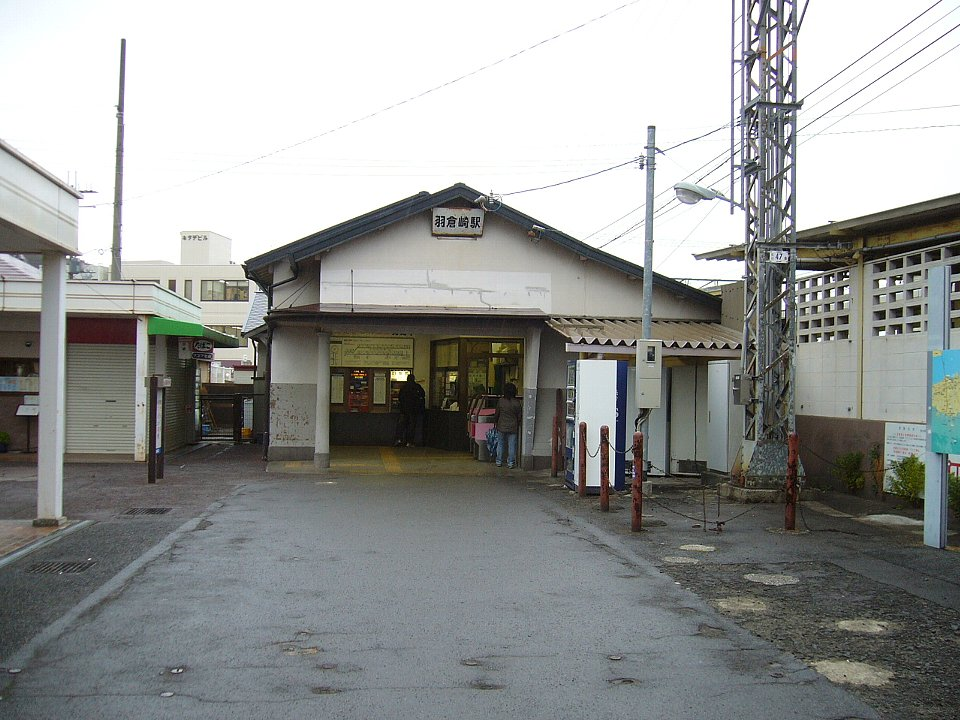
羽倉崎車站
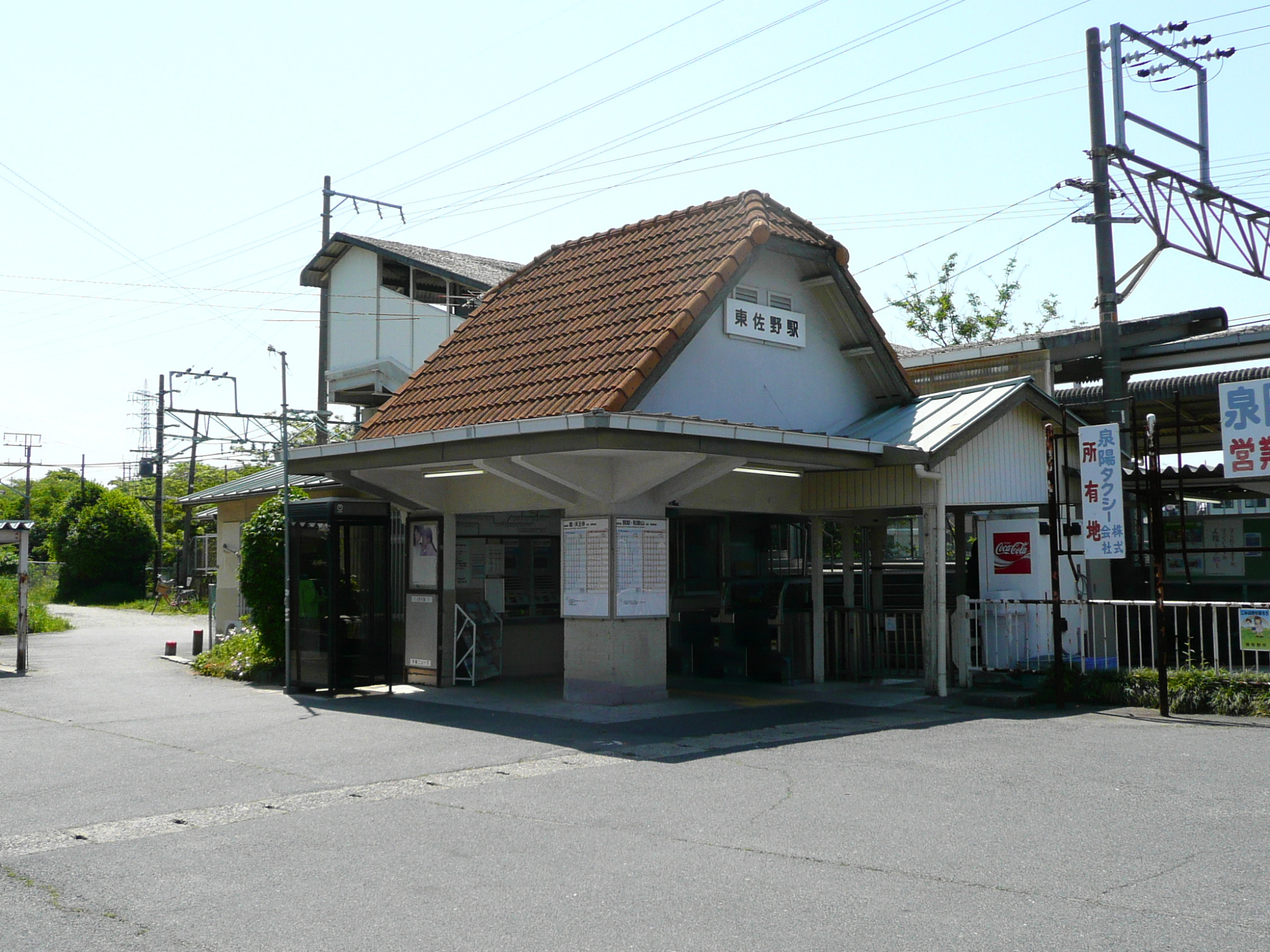
東佐野車站

### 公路
高速公路

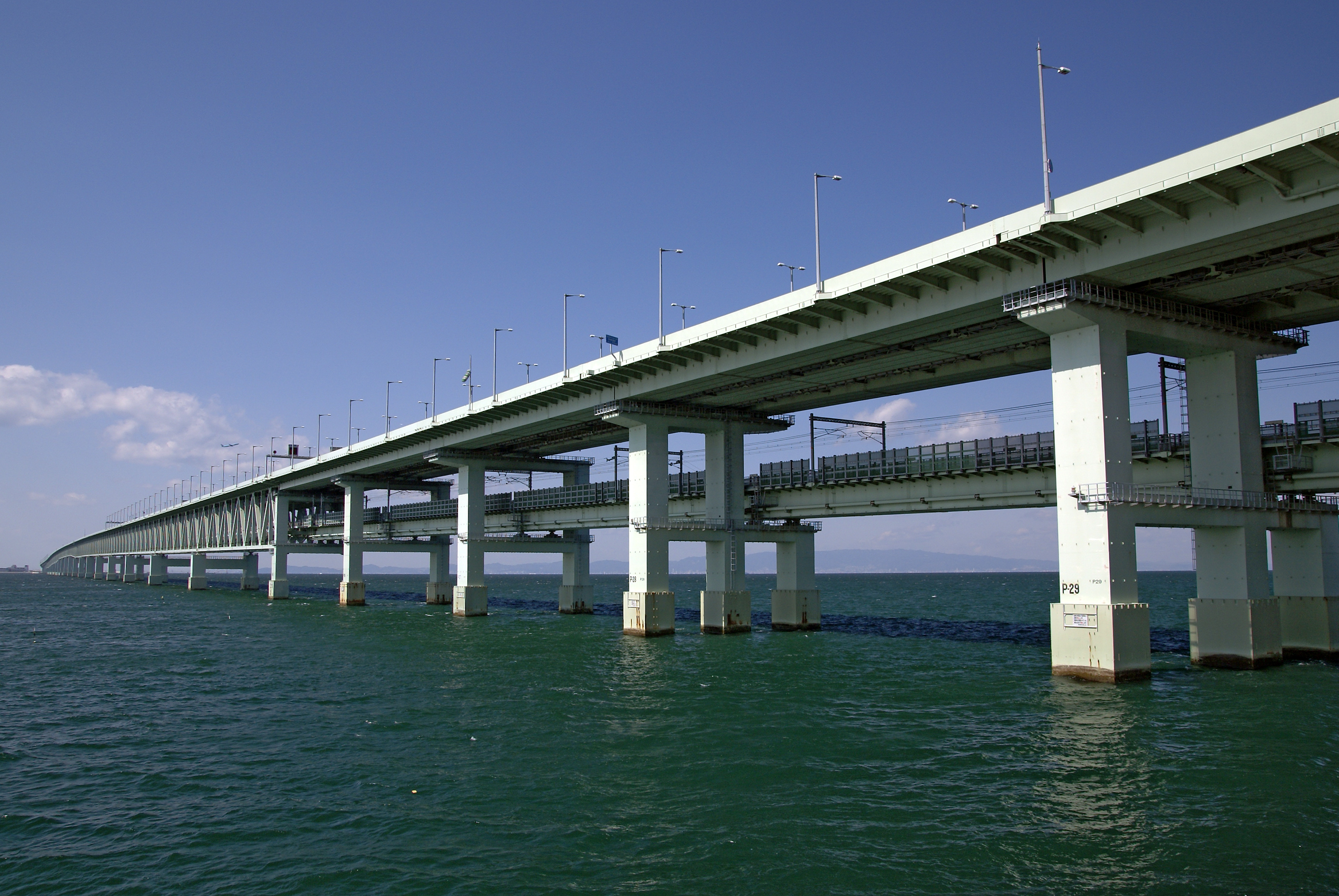
關西國際機場聯絡橋

- 阪神高速4號灣岸線：（貝塚市） - 泉佐野北出入口 - 泉佐野南出入口 - 臨空系統交流道
- 阪和自動車道：（熊取町） - 泉佐野系統交流道 - （泉南市）
- 關西機場自動車道：泉佐野系統交流道 - 上之鄉交流道 - 泉佐野交流道 - 臨空系統交流道 - 關西國際機場聯絡橋 - 關西國際機場交流道

## 教育

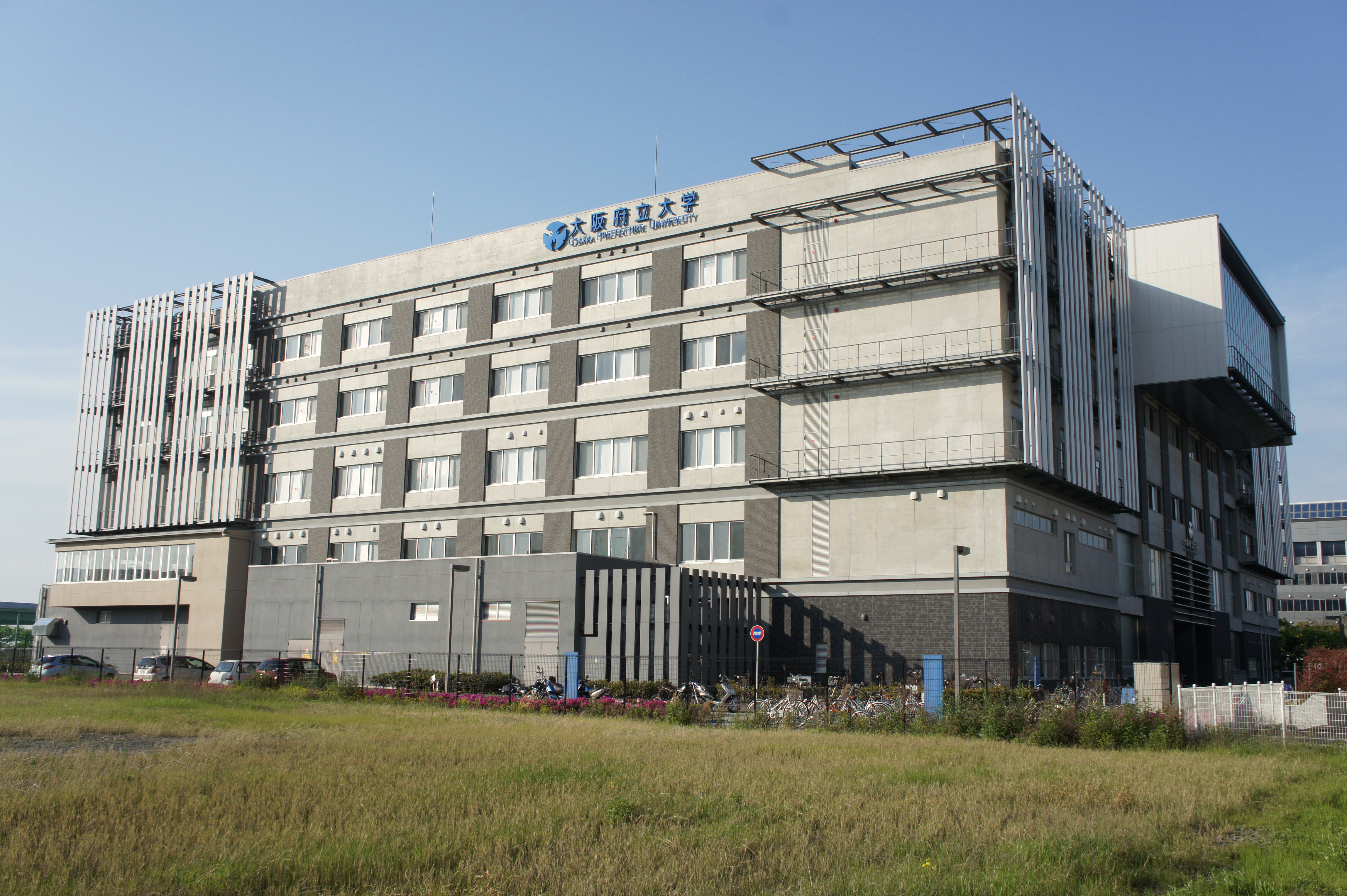
大阪府立大學臨空校區

關西國際機場開始營運後，大阪府同時也在此沿海區域利用填海造地的區域規劃為臨空鎮新市鎮，大阪府立大學也在此設立臨空校區，以生命環境科學及獸醫學為主。同時日本國土交通省轄下負責培訓航空管制及保安人員的航空保安大学校也從東京遷至此地。

## 姊妹、友好城市
- 徐匯區（中國上海市）
於1994年締結為友好都市[8]
- 寶山區（中國上海市）
於2017年締結為友好都市[8]
- 新都區（中國四川省成都市）
於2017年締結為友好都市[8]
- 古盧（乌干达古盧區）
於2017年締結為友好都市[8]

## 本地出身之名人
- 日根野弘就：戰國時代武將
- 諸熊奎治：理论化学學者
- 麻生祐未：演員
- 南野拓實：足球選手
- 北谷史孝（日语：北谷史孝）：足球選手

## 外部連結
- （日語） http://www.city.izumisano.lg.jp/ （页面存档备份，存于） 泉佐野市官方網站]
- （日語） 泉佐野市觀光網站 （页面存档备份，存于）